# Typopeltis tarnanii
Typopeltis tarnanii är en spindeldjursart som beskrevs av Pocock 1902. Typopeltis tarnanii ingår i släktet Typopeltis och familjen Thelyphonidae. Inga underarter finns listade i Catalogue of Life.